# Communauté de communes Loire-Longué
Die Communauté de communes Loire-Longué ist ein ehemaliger französischer Gemeindeverband mit der Rechtsform einer Communauté de communes im Département Maine-et-Loire in der Region Pays de la Loire. Sie wurde am 9. Juni 1995 gegründet und umfasste elf Gemeinden. Der Verwaltungssitz befand sich im Ort Longué-Jumelles.

## Historische Entwicklung
Mit Wirkung vom 1. Januar 2017 fusionierte der Gemeindeverband mit
- Communauté d’agglomération Saumur Loire Développement,
- Communauté de communes du Gennois sowie
- Communauté de communes de la Région de Doué-la-Fontaine

unter gleichzeitiger Bildung der Commune nouvelle Doué-en-Anjou. Dadurch entstand die Nachfolgeorganisation Communauté d’agglomération Saumur Val de Loire.

## Ehemalige Mitgliedsgemeinden
1. Blou
2. Courléon
3. La Lande-Chasles
4. Longué-Jumelles
5. Mouliherne
6. Les Rosiers-sur-Loire
7. Saint-Clément-des-Levées
8. Saint-Martin-de-la-Place
9. Saint-Philbert-du-Peuple
10. Vernantes
11. Vernoil-le-Fourrier